# محمد الرعود
محمد سليمان سعيد الرعود (17 يناير 1952 - ) هو سياسي أردني من مواليد الطفيلة شغل منصب وزير الداخلية 2012-2011. وكان سفيراً في وزارة الخارجية وعضواً في مجلس الأعيان الرابع والعشرين .وفريق ركن في القوات المسلحة الأردنية .
حاصل على درجة الدكتوراه في التاريخ الإسلامي من معهد التاريخ العربي والتراث العلمي  في بغداد.

## الأوسمة
- وسام الاستحقاق العسكري من الدرجة الثالثة.[2]
- وسام الاستقلال من الدرجة الثالثة.
- وسام المشاركة في قوات حفظ السلام.
- وسام هيئة الأمم المتحدة.
- وسام الكوكب من الدرجة الثانية.
- وسام النهضة من الدرجة الثانية.